# Kościół Ducha Świętego w Łosośnicy
Kościół Ducha Świętego w Łosośnicy – katolicki kościół filialny zlokalizowany we wsi Łosośnica w gminie Resko, w powiecie łobeskim (województwo zachodniopomorskie). Należy do parafii Niepokalanego Poczęcia Najświętszej Maryi Panny w Resku.

## Historia i architektura
Kościół został wzniesiony w XV wieku. Murowany z kamieni narzutowych, jest budowlą bezwieżową, sytuowaną na rzucie prostokąta. W XIX wieku przeszedł przebudowę, w trakcie której przemurowano okna, zmieniając ich pierwotny kształt i proporcje. W ścianie południowej znajduje się trójuskokowy, ostrołukowy portal. Dwuuskokowe okna zamknięte są łukiem koszowym.  Ościeża okien i portalu murowane są z cegły. Świątynia kryta jest dwuspadowym dachem z dachówki karpiówki. Wnętrze kościoła nakrywa drewniany strop. Na wyposażeniu zachowały się XVII-wieczna ambona i stalle, XVIII-wieczna chrzcielnica i XIX-wieczny krucyfiks. Przed kościołem ustawiony jest głaz z wyrytym symbolem miecza, upamiętniający poległych w I wojnie światowej.
Po II wojnie światowej kościół został poświęcony jako świątynia katolicka w dniu 2 sierpnia 1945 roku. 